# Astronomía en Marte

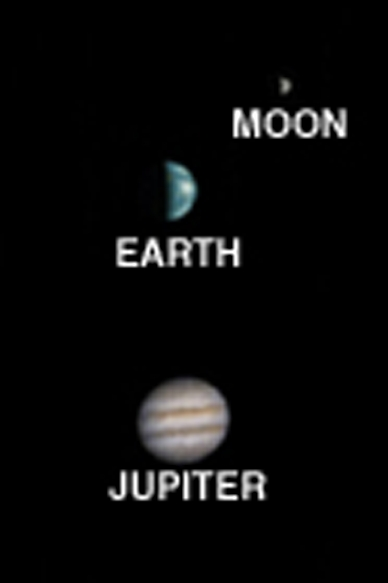
Mosaico de dos exposiciones diferentes de la Tierra, la Luna y Júpiter realizadas por las Cámaras del Orbitador de Marte (MOC) y el Mars Global Surveyor, en el 2003.

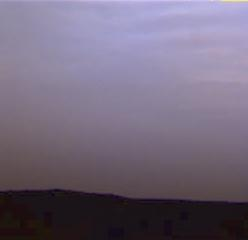
El cielo de Marte se torna violeta por nubes de hielo.

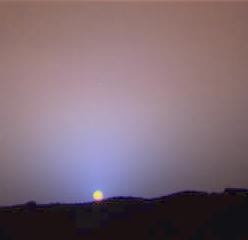
Acercamiento del cielo de Marte al ocaso, donde se observa más variación de color. Imagen capturada por el Mars Pathfinder.

Este artículo aborda la astronomía en Marte. En muchos casos, los fenómenos astronómicos vistos desde el planeta Marte son iguales o similares a los que se observan desde la Tierra, pero en ocasiones (al igual que con la vista de la Tierra como una estrella matutina o una estrella al ocaso) pueden ser bastante diferentes. Por ejemplo, es posible realizar astronomía ultravioleta de la superficie de Marte, ya que la atmósfera de Marte no posee una capa de ozono.[cita requerida]

## Estaciones
Marte posee una oblicuidad de la eclíptica de 25.19°, muy cercana al valor de la Tierra de 23.44°, y por ende, existe primavera, verano, otoño e invierno. Asimismo, los hemisferios sur y del norte de Marte tienen verano e invierno en tiempos opuestos, al igual que ocurre en la tierra.
Sin embargo, la órbita de Marte tiene una excentricidad significativamente más grande que la de la Tierra. Por lo tanto, las estaciones son de longitudes desiguales, mucho más que en la Tierra:
| Estación                            | Días (en Marte) | Días (en la Tierra) |
| ----------------------------------- | --------------- | ------------------- |
| Primavera del norte, otoño del sur: | 193,30          | 92,764              |
| Verano del norte, invierno del sur: | 178,64          | 93,647              |
| Otoño del norte, primavera del sur: | 142,70          | 89,836              |
| Invierno del norte, verano del sur: | 153,95          | 88,997              |

En términos prácticos, esto significa que los veranos e inviernos en los hemisferios norte y sur de Marte tienen longitudes e intensidades diferentes. Los inviernos en el norte son cálidos y cortos (porque Marte se mueve rápido cerca de su perihelio), mientras que los inviernos en el sur son largos y fríos (debido a que Marte se mueve despacio cerca de su ápside). De forma similar, los veranos en el norte son largos y fríos, mientras que los veranos en el sur son cortos y cálidos. Por lo tanto, las temperaturas en el hemisferio sur son considerablemente más extremas que en el hemisferio norte.

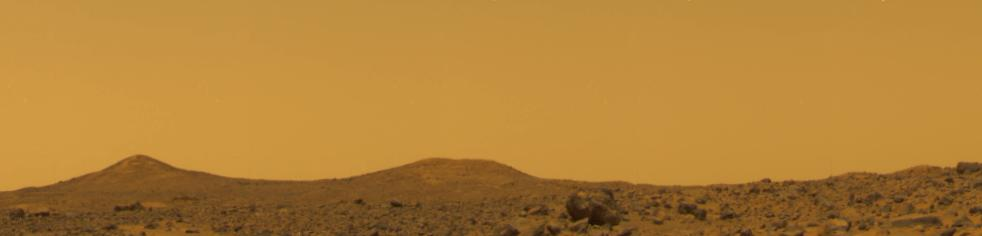
Cielo de Marte al mediodía. Imagen capturada por el Mars Pathfinder (junio, 1999).

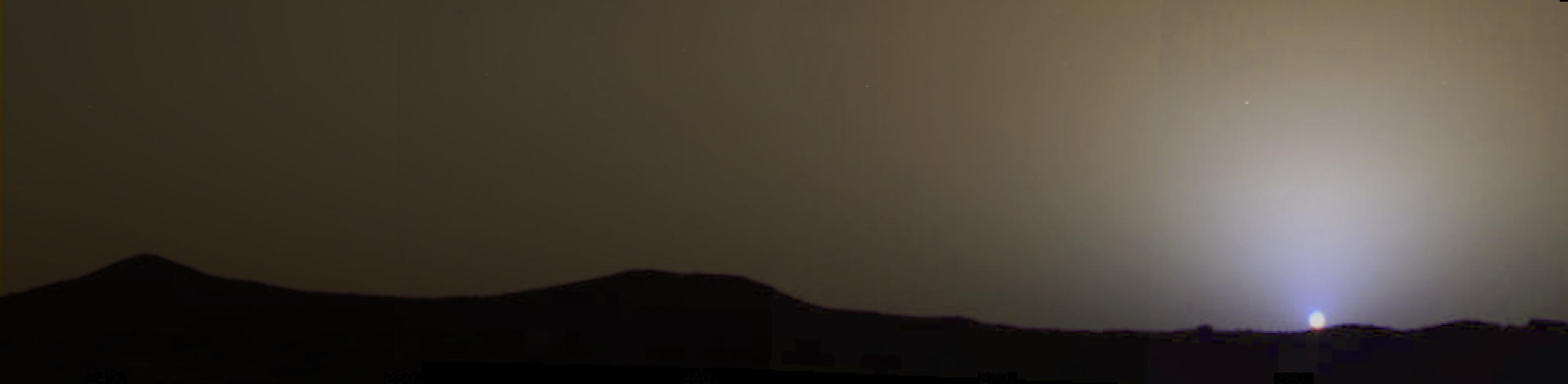
Cielo de Marte en el ocaso. Imagen capturada por el Mars Pathfinder (junio, 1999).

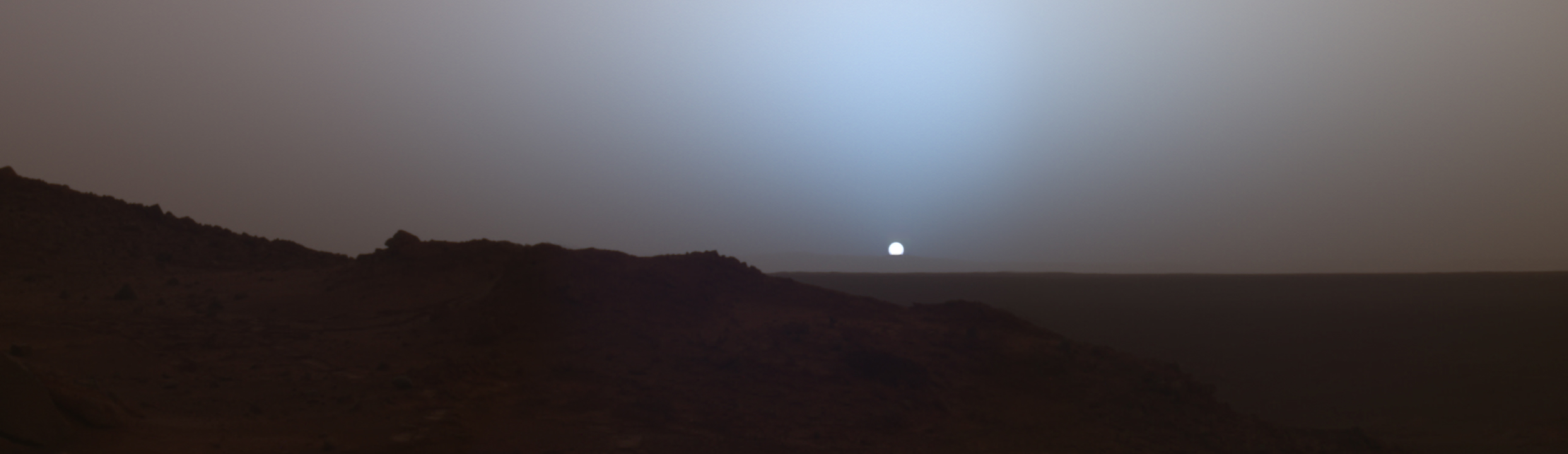
Cielo de Marte en el ocaso. Imagen capturada por el rover Spirit (mayo, 2005).

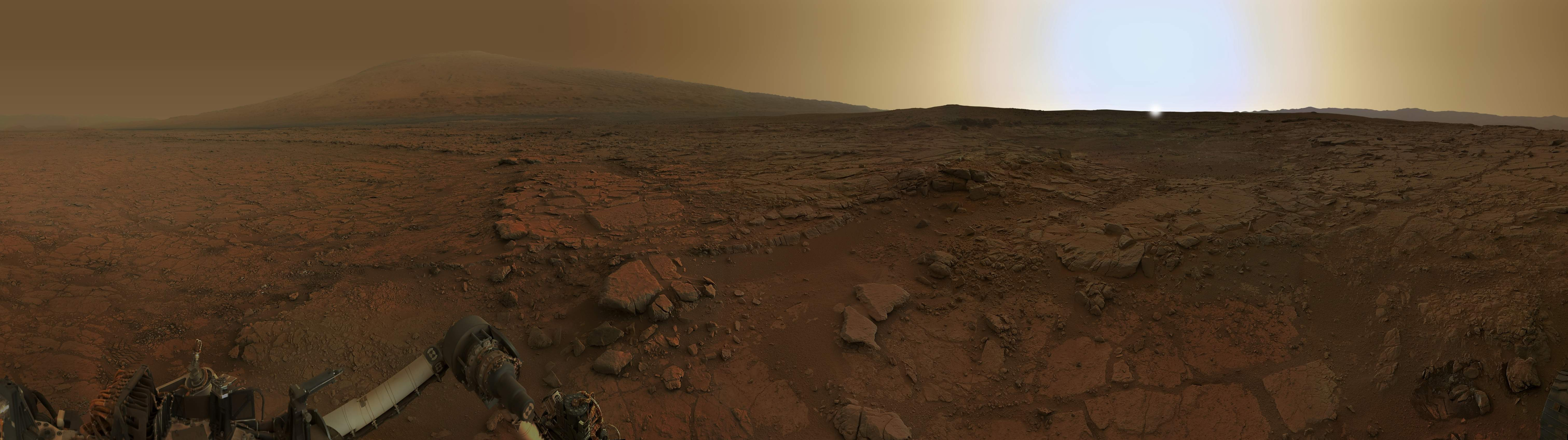
Cielo de Marte en el ocaso. Imagen capturada por el Curiosity (febrero de 2013; el sol ha sido simulado por el artista).

El retraso estacional de Marte no es más de un par de días, debido a la falta de grandes masas de agua y a factores similares que proporcionarían un efecto amortiguador. Es por ello que, a lo que temperaturas se refiere, la "primavera" es un reflejo del "verano", y el "otoño" es un reflejo del "invierno" (si consideramos los solsticios y equinoccios como el inicio de cada estación); y si Marte tuviese una órbita circular, las temperaturas máximas y mínimas ocurrirían un par de días después de los solsticios de verano y de invierno, en vez de un mes después como ocurre Tierra. La única diferencia entre las temperaturas de primavera y las temperaturas de verano se debe a la excentricidad relativamente alta de la órbita de Marte. En la primavera del hemisferio norte, Marte está más alejado del Sol que durante el verano en el hemisferio del sur, y por tanto, por coincidencia, la primavera es ligeramente más fría que el verano, y el otoño es ligeramente más tibio que el invierno. Sin embargo, en el hemisferio del sur lo ocurre todo lo contrario.
Las variaciones de temperatura entre la primavera y el verano son mucho menores que las variaciones que ocurren dentro de un "sol" marciano (día solar). Diariamente, las temperaturas alcanzan su máximo al mediodía y su mínimo en la medianoche. Esto es similar al efecto en los desiertos de la Tierra, sólo que mucho más pronunciado.
La inclinación axial y excentricidad de la Tierra (o Marte) no están fijas de ninguna forma, sino que varían gracias a las perturbaciones gravitacionales de otros planetas en el sistema solar en una escala de tiempo de decenas de miles o centenares de miles de años. Por ejemplo, la excentricidad de la Tierra de aproximadamente 1% fluctúa regularmente y puede incrementarse hasta 6%, y en algún punto en un futuro distante, la Tierra también tendrá que lidiar con las implicaciones calendáricas de las estaciones de longitudes muy diferentes y con las disrupciones de clima que van con ello.
Aparte de la excentricidad, la inclinación axial de la Tierra también puede variar de 21.5° a 24.5°, y la duración de este "ciclo de oblicuidad" es de 41,000 años. Se cree que estos y otros cambios cíclicos similares son responsables de las eras de hielo (consulte los ciclos de Milankovitch). En contraste, el ciclo de oblicuidad de Marte es mucho más extremo: de 15° a 35° en un ciclo de 124,000 años. Algunos estudios recientes incluso sugieren que durante decenas de millones de años, la oscilación puede ser de 0° a 60°. La gran Luna de la Tierra aparentemente juega un rol importante en mantener la inclinación axial de la Tierra dentro de límites razonables. Marte no tiene tal influencia estabilizadora y su inclinación axial puede variar más caóticamente.

## El color del cielo
El matiz normal del cielo durante el día es de un rojo rosáceo. Sin embargo, en la proximidad de la puesta de sol es de un matiz azul. Esto es el opuesto exacto de lo que ocurre en la Tierra. No obstante, durante el día el cielo es de un color "caramelo" o un amarillo-marrón. En Marte, la Dispersión de Rayleigh tiene un efecto usualmente muy pequeño sobre la luz. Se cree que el color del cielo es causado por la presencia de 1% por volumen de magnetita en las partículas de polvo. Debido a todo el polvo que existe en la atmósfera de Marte, el crepúsculo al amanecer y al atardecer dura bastante tiempo. En ocasiones, el cielo de Marte se torna de un color violeta, debido a la dispersión de la luz causada por partículas de hielo muy pequeñas en las nubes.
Generar imágenes precisas del color real de la superficie de Marte es asombrosamente complicado. Hay mucha variación en el color del cielo como se ha vislumbrado en las imágenes publicadas del planeta. Sin embargo, muchas de esas imágenes utilizan filtros para maximizar el valor científico y no intentan mostrar el color real. No obstante, durante muchos años se ha pensado que el cielo de Marte es más rosáceo de lo que se cree en realidad.

## Fenómenos astronómicos

### La Tierra y la Luna

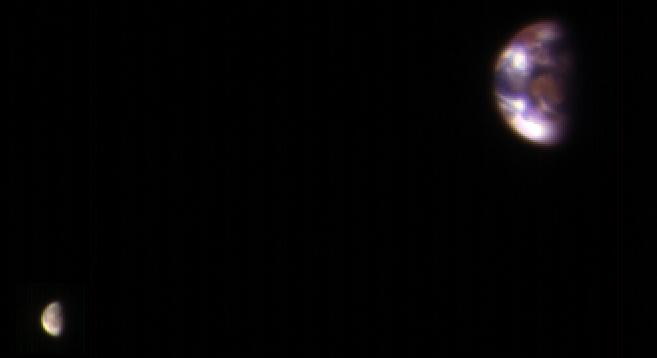
La Tierra y la Luna vistos desde Marte(MRO; HiRISE; 20 de noviembre del 2016)

La Tierra es un planeta interior justo como Venus, y visto desde Marte parece una "estrella de la mañana" o una "estrella al anochecer". La Tierra y la Luna se ven muy parecidas a simple vista, pero observadas con telescopios pueden verse como lunas crecientes con algún detalle visible.
Una persona en Marte sería capaz de ver la Luna orbitando alrededor de la Tierra, y sería visible a simple vista. Por el contrario, desde la Tierra no se pueden ver los satélites naturales de otros planetas a simple vista. No fue sino luego de la invención del telescopio que los primeros satélites fueron descubiertos (las lunas galileanas de Júpiter).

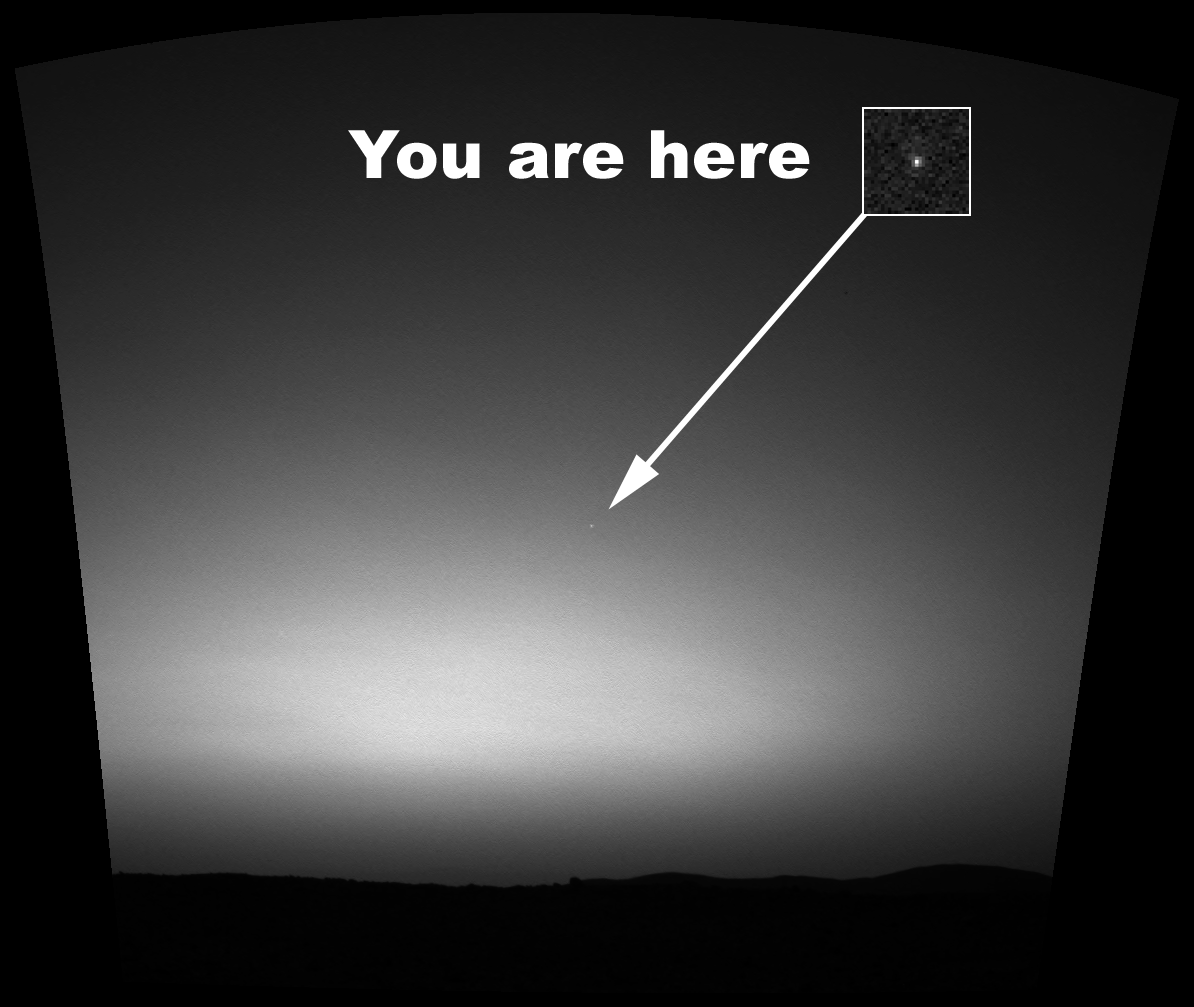
La Tierra vista como una estrella matutina. Imagen capturada por el Spirit el 7 de marzo del 2004.

En su separación angular máxima, la Tierra y la Luna serían fácilmente visibles como un planeta doble, pero una semana después aproximadamente, se verían como un solo punto (vistos a simple vista), y una semana después de ello, la Luna alcanzaría su separación angular máxima al lado opuesto. La separación angular máxima de la Tierra y la Luna varía considerablemente según la distancia relativa entre la Tierra y Marte: que es aproximadamente 17′ cuando la Tierra está más próxima a Marte (cerca de la conjunción inferior) pero aproximadamente 3.5′ cuando la Tierra está más alejada de Marte (cerca de la conjunción superior). Como punto de comparación, el diámetro aparente de la Luna desde la Tierra es de 31′.

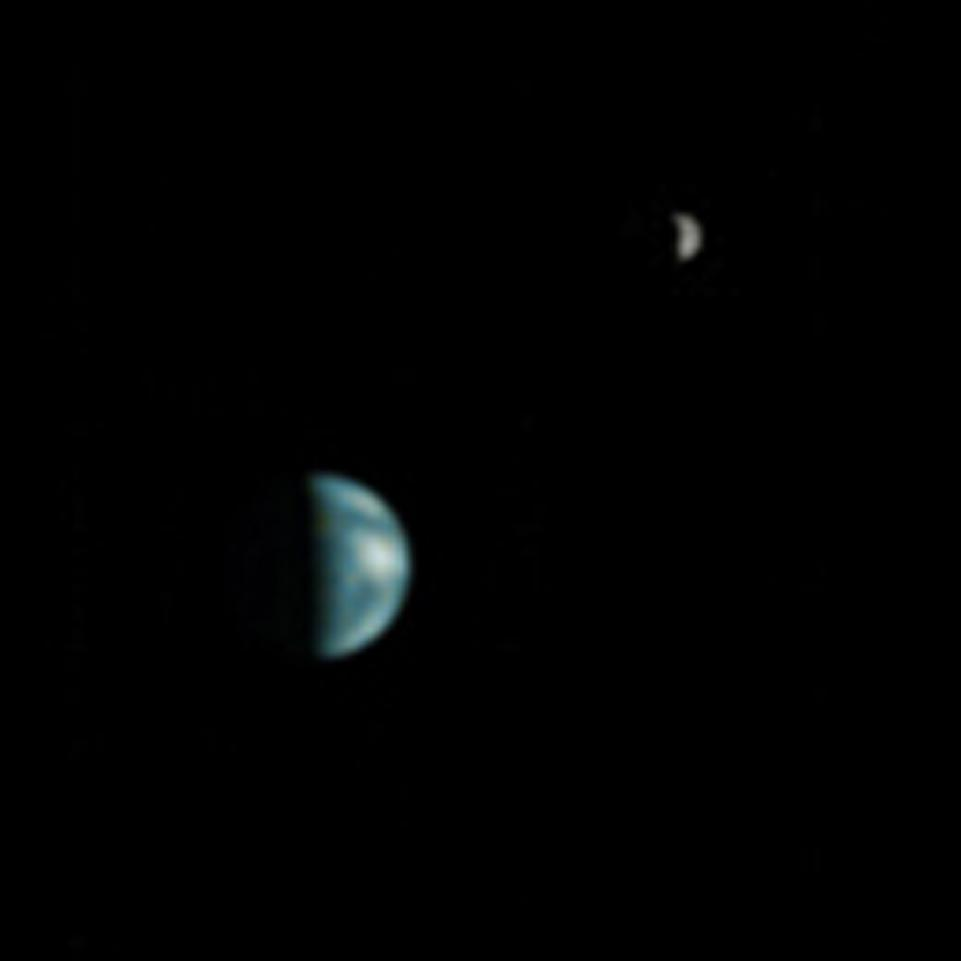
La Tierra y la Luna vistas desde Marte. Imagen capturada por el Mars Global Surveyor el 8 de mayo del 2013, 13:00 UTC. En ella se puede apreciar Sudamérica.

La separación angular mínima sería menos de 1′, y ocasionalmente la Luna se vería transitar por delante de la Tierra o por detrás de ella. El primer caso correspondería a una ocultación lunar de Marte cuando es visto desde la Tierra, y debido a que el albedo de la Luna es considerablemente inferior que el de la Tierra, se produciría una caída en el brillo general, aunque sería muy pequeña para ser percibida a simple vista, ya que el tamaño de la Luna es mucho menor que el de la Tierra, y cubriría solo una pequeña fracción del disco terrestre. 
La sonda Mars Global Surveyor tomó una imagen de la Tierra y la Luna el 8 de mayo del 2003 a las 13:00 UTC, muy cercana a la elongación angular máxima del Sol y a una distancia de 0.930 UA de Marte. Las magnitudes aparentes fueron registradas en −2.5 y +0.9. En diferentes momentos, las magnitudes reales variarán considerablemente dependiendo de la distancia y de las fases de la Tierra y la Luna.
La vista de la Luna podría cambiar considerablemente de un día para otro para un observador en Marte que para un observador en la Tierra. Las fases de la Luna vistas desde Marte no cambiarían mucho día a día. Coincidiría con la fase de la Tierra, y sólo cambiaría gradualmente si tanto la Tierra como la Luna se moviesen en sus órbitas alrededor del Sol. Por otro lado, un observador en Marte vería la Luna rotar con el mismo periodo de su periodo orbital, y vería características muy lejanas que no podrían ser vistas desde la Tierra.
Ya que la Tierra es un planeta interior, observadores en Marte puede ver el tránsito de la Tierra a través del Sol ocasionalmente. El próximo tránsito tendrá lugar en el 2084. También se puede ver el tránsito de Mercurio y el tránsito de Venus.

### Fobos y Deimos

Fobos eclipsa al Sol. Imágenes tomadas por la sonda MER

La luna Fobos parece, aproximadamente, un tercio del diámetro angular respecto a cómo la Luna llena parece desde Tierra. Por otro lado, Deimos se parece más o menos a un disco apenas discernible. Fobos orbita tan rápido (con un periodo justo por debajo de un tercio de un día marciano) que sale por el oeste y se oculta por el este dos veces al día. Por su parte, Deimos sale por el este y se oculta por el oeste. Orbita solo unas pocas horas más lento que la duración de un día en Marte, por lo que tarda aproximadamente dos días y medio sobre el horizonte cada vez que sale.
El brillo máximo de Fobos en "luna llena" es aproximadamente de magnitud de −9 o −10, mientras que el de Deimos es de aproximadamente −5. En contraste, la Luna llena vista desde la Tierra es considerablemente más brillante con magnitud −12.7. Fobos es bastante brillante como para proyectar sombras. Deimos es ligeramente más brillante que Venus visto desde la Tierra. Justo como la Luna, el brillo de Fobos y Deimos es considerablemente más débil en sus fases no llenas. A diferencia de la Luna de la Tierra, las fases de Fobos y el diámetro angular visible cambian hora tras hora. Deimos es tan pequeño que sus fases son difícilmente visibles a simple vista.
Tanto Fobos como Deimos poseen una órbita ecuatorial de baja inclinación y orbitan bastante cerca de Marte. En consecuencia, Fobos no es visible en latitudes de 70.4°N al norte, de 70.4°S al sur. Deimos no es visible en latitudes de 82.7°N al norte, o de 82.7°S al sur. Observadores en latitudes altas (menos de 70.4°) verían un diámetro angular notablemente más pequeño de Fobos porque estarían más alejados de ella. De igual modo, observadores en el ecuador del Marte verían un diámetro angular de Fobos notablemente más pequeño cuándo esté saliendo y ocultándose, comparado a cuándo está elevado.

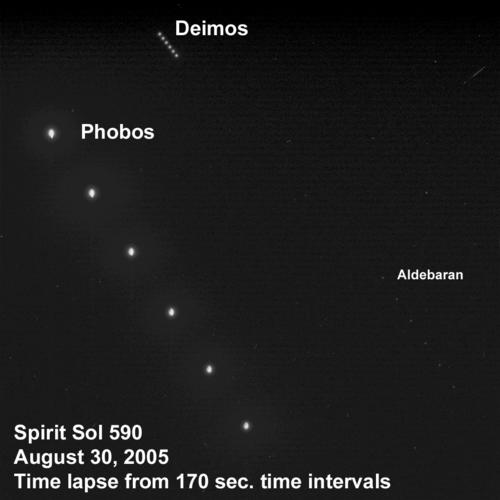
Fobos y Deimos capturados desde el Spirit. Cortesía de la NASA/JPL-Caltech

Observadores en Marte pueden ver el tránsito de Fobos y el tránsito de Deimos a través del Sol. Al tránsito de Fobos se le puede denominar también eclipses parciales de Sol, ya que su diámetro angular es la mitad del diámetro angular del Sol. Sin embargo, en el caso de Deimos, el término "tránsito" es apropiado, ya que aparece como un punto pequeño en el disco solar.
Ya que Fobos orbita en una órbita ecuatorial de baja inclinación, existe una variación estacional en la latitud de la posición de la sombra de Fobos proyectada sobre la superficie de Marte, rodeando desde lejos al norte y al sur y viceversa. En cualquier ubicación geográfica en Marte, existen dos intervalos por año donde la sombra atraviesa su latitud, y donde se puede observar a Fobos transitando media docena de veces por varias semanas durante cada intervalo. La situación es similar para Deimos, excepto que durante el mismo intervalo ocurre un solo tránsito o a veces ninguno.
Es fácil percibir que la sombra siempre se proyecta en el "hemisferio de invierno", excepto cuándo cruza el ecuador durante el equinoccio de primavera y el equinoccio de otoño. El tránsito de Fobos y Deimos ocurre durante el otoño marciano y el invierno en el hemisferio norte así como en el hemisferio sur. Cerca del ecuador, este tránsito tiende a ocurrir alrededor del equinoccio de otoño y el equinoccio de primavera. Más alejado del ecuador, tiende a ocurrir cerca del solsticio de invierno. En cualquier caso, los dos intervalos donde este tránsito tiene lugar, ocurren de manera más o menos simétrica antes y después del solsticio de invierno (aunque la gran excentricidad de la órbita de Marte impide una simetría exacta).

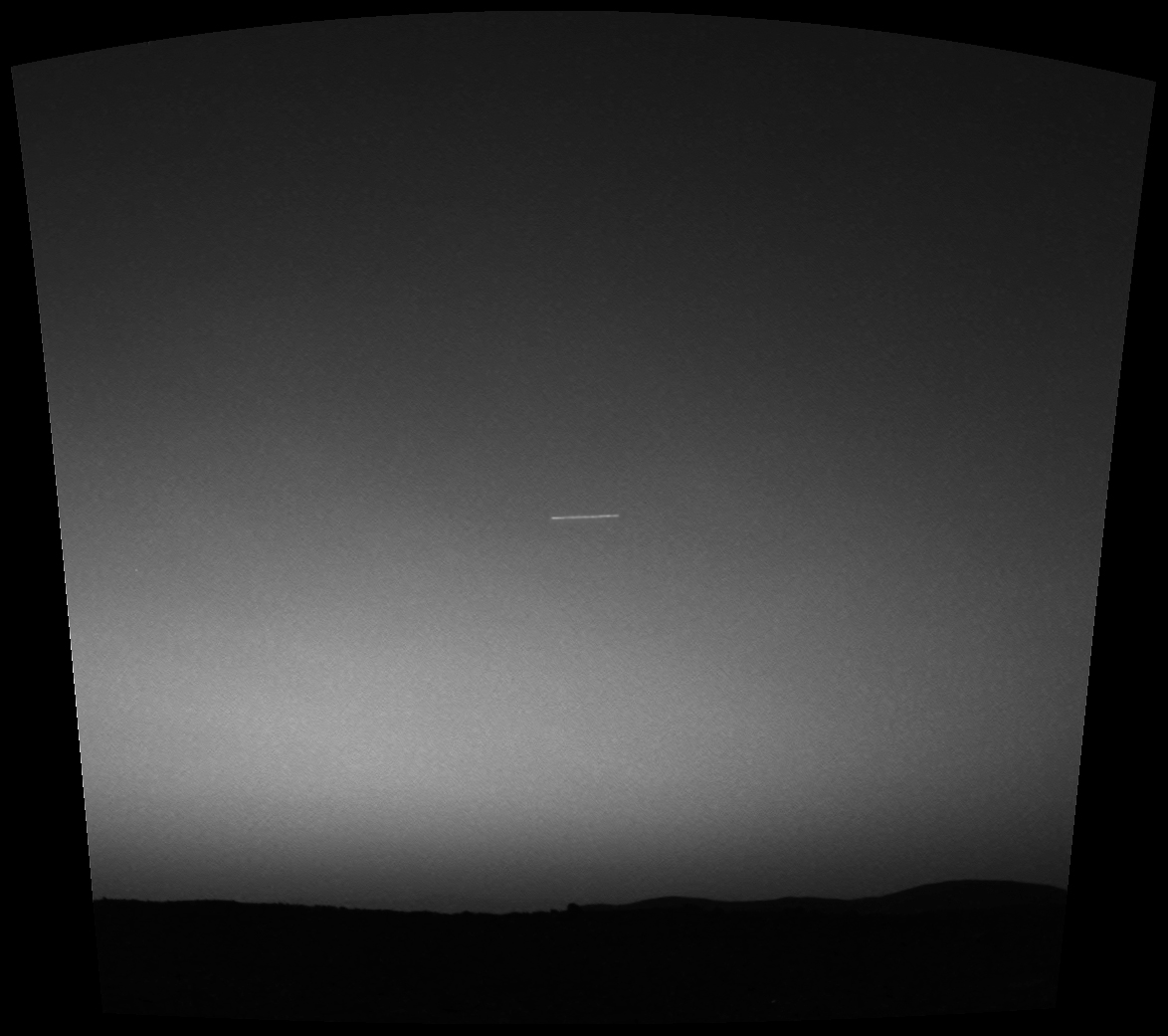
Primer meteorito fotografiado desde Marte. Imagen tomada por el Spirit el 7 de marzo del 2004.

Observadores en Marte también pueden divisar eclipses lunares de Fobos y Deimos. Fobos tarda alrededor de una hora en la sombra de Marte; por su parte Deimos tarda aproximadamente dos horas. Sorprendentemente, a pesar de que la órbita de Fobos se encuentra casi en el plano ecuatorial de Marte, y a pesar de su proximidad al planeta, hay ocasiones en las que Fobos no es eclipsado.
Tanto Fobos como Deimos tienen una rotación síncrona, esto quiere decir que tienen un "lado lejano" que observadores en la superficie de Marte no pueden ver. El fenómeno de la libración ocurre en Fobos, así como ocurre en la Luna de la Tierra, a pesar de la baja inclinación y excentricidad de la órbita de Fobos. Gracias al efecto de las libraciones y a la paralaje por la distancia cercana de Fobos, al observar altas y bajas latitudes, y al ver como Fobos sale por el horizonte y se oculta, la cobertura total global de la superficie de Fobos, visible desde cualquier ubicación en Marte, es considerablemente mayor al 50%.
El gran Cráter Stickney es visible a lo largo de un borde de la cara de Fobos. Es fácilmente visible a simple vista desde la superficie de Marte.

### Cometas y meteoros

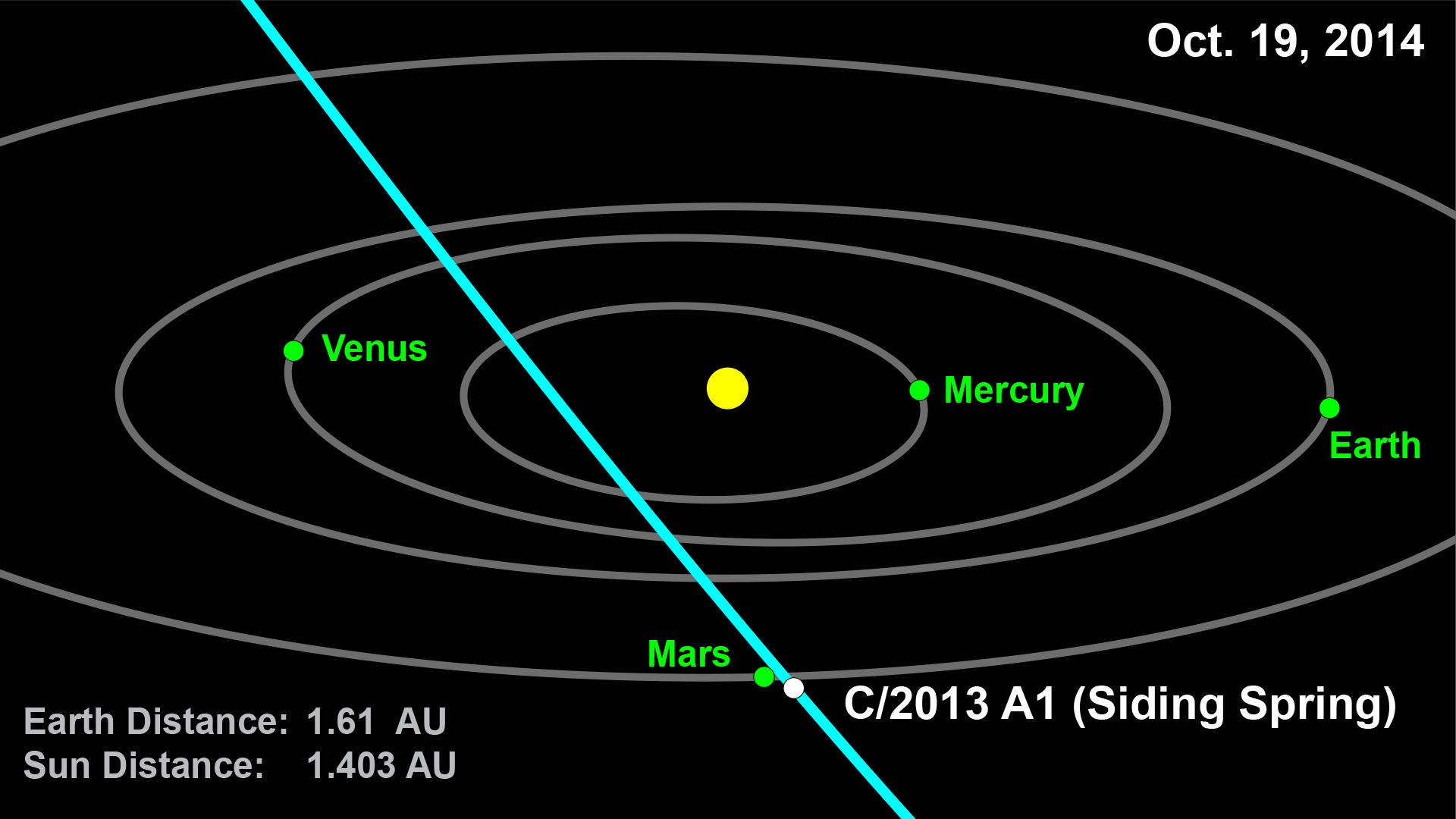
Tránsito proyectado del Cometa Siding Spring pasando por Marte el 19 de octubre de 2014.

Ya que Marte posee una atmósfera que es relativamente transparente en longitudes de onda ópticas (justo como la Tierra, aunque mucho más delgada), se pueden ver meteoros ocasionalmente. Las lluvias de meteoros en la Tierra ocurren cuándo el planeta cruza por sobre la órbita de un cometa. Asimismo, Marte tiene lluvias de meteoro, aunque éstas son diferentes a las de la Tierra.

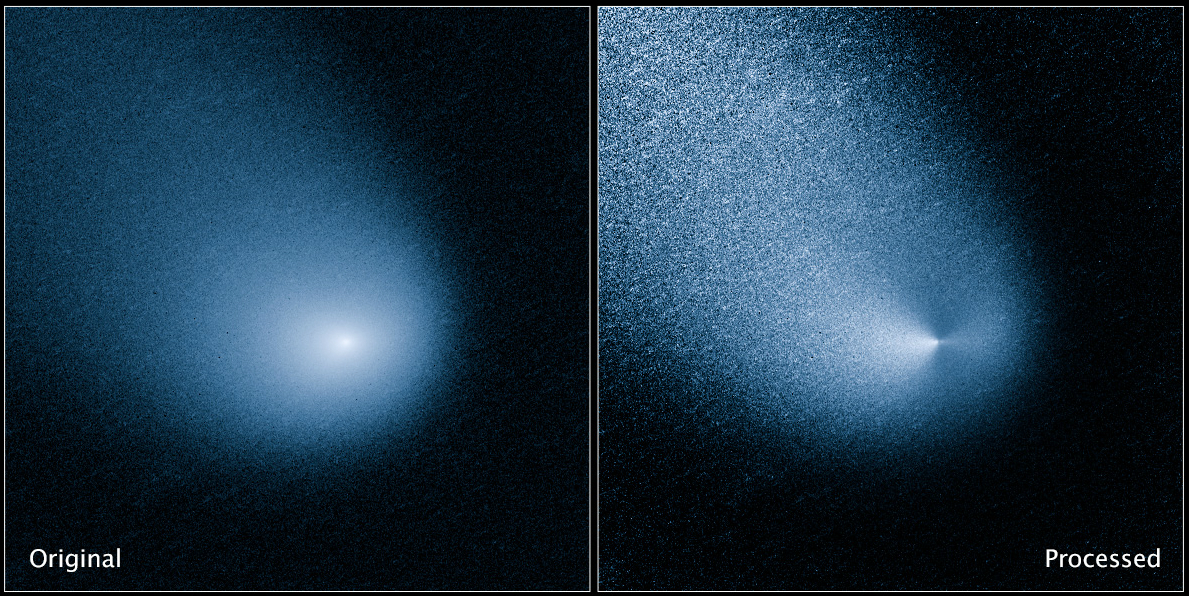
El Cometa Siding Spring visto por el Hubble el 11 de marzo de 2014.

Se cree que el primer meteoro fotografiado en Marte (el 7 de marzo de 2004 por el Spirit) ha sido parte de una lluvia de meteoro cuyas partículas se desprendieron del cometa 114P/Wiseman-Skiff. Debido a que el radiante estaba en la constelación de Cefeo, esta lluvia de meteoros podría denominarse Cefeidas marcianas.
Así como en la Tierra, cuándo un meteoro es lo bastante grande como para impactar con la superficie (sin que antes se consuma completamente en llamas en la atmósfera), se convierte en un meteorito. El primer meteorito descubierto en Marte (y el tercero descubierto fuera de la tierra) fue el Meteorito Meridiani Planum. El primer y el segundo meteorito fueron encontrados en la Luna por las Misiones Apolo.

El 19 de octubre de 2014, el Cometa Siding Spring pasó extremadamente cerca de Marte, tan cerca que el cometa pudo haber rodeado el planeta.

### Auroras
En Marte se pueden divisar Auroras, pero éstas no ocurren en los polos del planeta como si ocurren en la Tierra. Este fenómeno se debe a que Marte no posee un campo magnético. De hecho, Las Auroras ocurren cerca de algunas anomalías magnéticas en la corteza terrestre del planeta, que son remanentes de un pasado cuándo Marte tuvo un campo magnético. Las auroras en Marte son tan particulares que no se ven en ningún otro lugar del sistema solar. Probablemente, también serían invisibles al ojo humano, ya que en gran parte son fenómenos ultravioletas.

### Polos celestiales y eclíptica

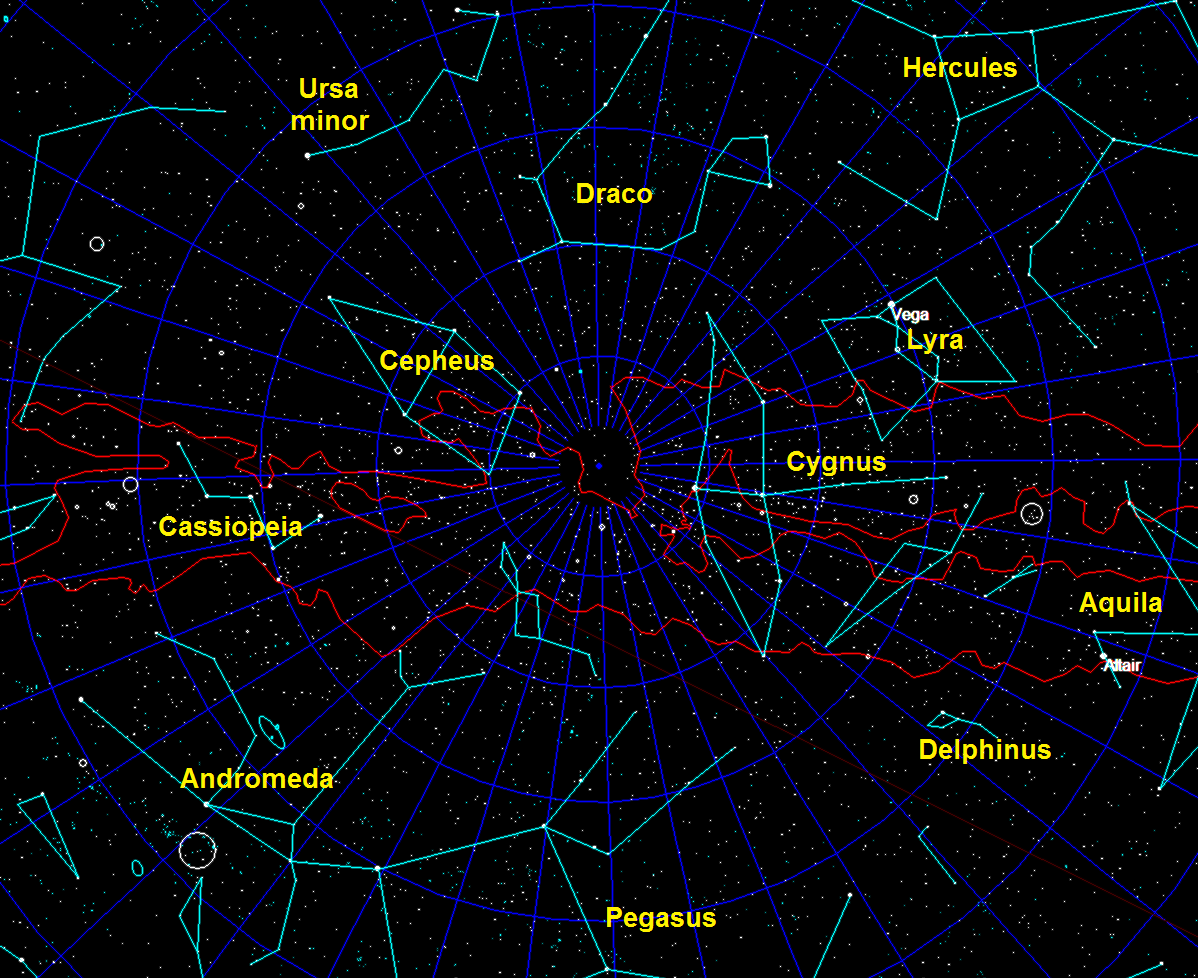
Polo norte celestial de Marte

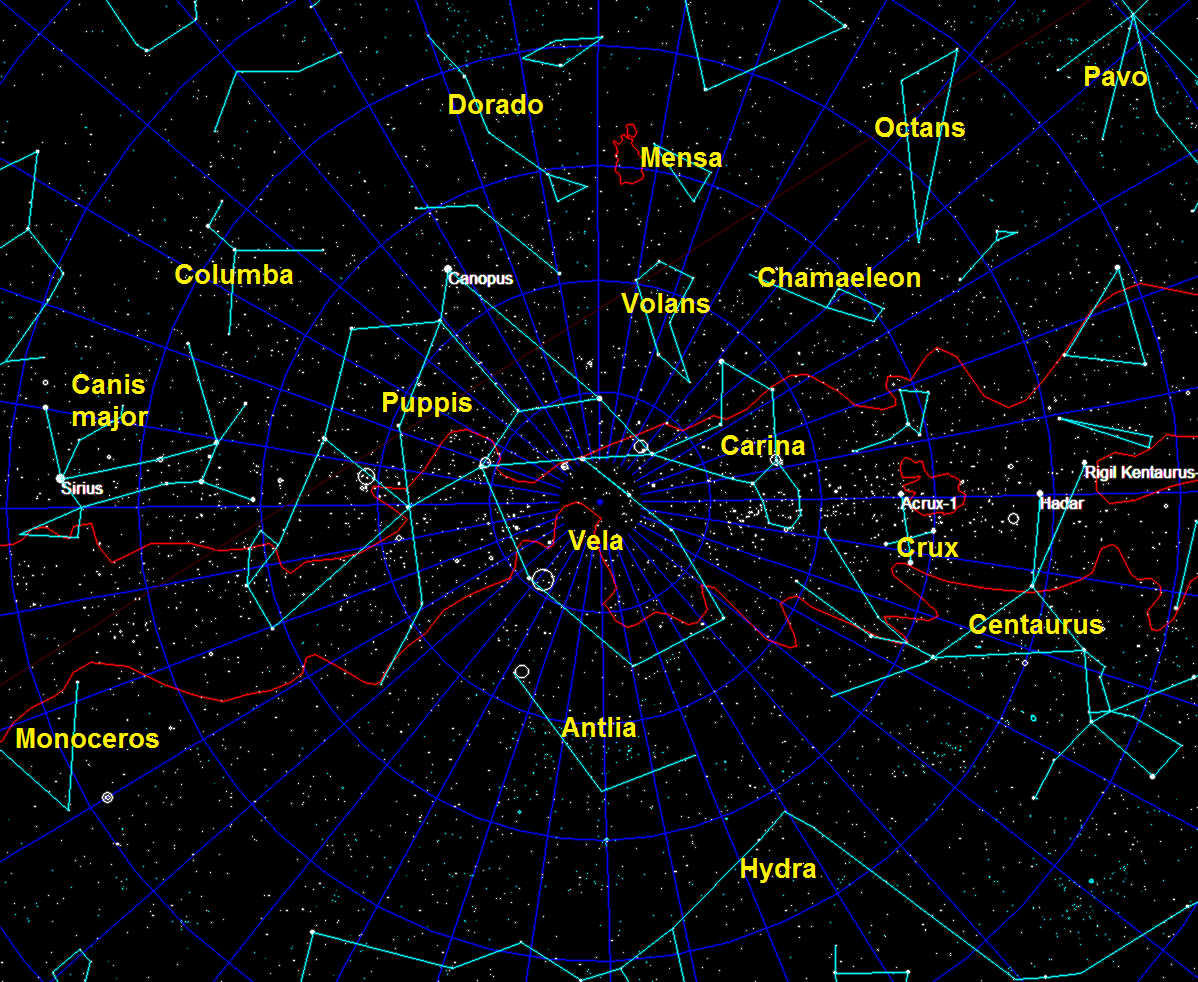
Polo sur celestial de Marte

La orientación del eje de Marte es tal que su polo celeste al norte se ubica en la Constelación del Cisne en ascensión recta 21h 10m 42s declinación. +52°53.0′° (o más preciso, 317.67669 +52.88378), cerca la estrella de 6.ª magnitud BD +52 2880 (también conocida como HR 8106, HD 201834, o SAO 33185), la cual se encuentra en ascensión recta. 21h 10m declinación. +53° 33′ 48″.
Las dos estrellas superiores de la Constelación del Cisne (Sadr y Deneb), apuntan al polo celeste norte de Marte. El polo está, aproximadamente, a medio camino entre Deneb y Alfa Cephei o Alderamin, a menos de 10° de la primera, y un poco más que la distancia aparente entre Sadr y Deneb. Debido a su proximidad al polo, Deneb nunca se oculta en casi todo del hemisferio del norte de Marte. Deneb circunda el cielo permanentemente en el polo norte del planeta, excepto en aquellas áreas cercanas al ecuador. La orientación de Deneb y Sadr constituiría un reloj útil para medir el tiempo sidéreo.
El polo celestial norte de Marte está a sólo unos cuantos grados de separación del plano galáctico. Por ende, la Vía Láctea, especialmente abundante de estrellas en el área de la Constelación del Cisne, es siempre visible en el hemisferio del norte.
El polo celestial sur de Marte se encuentra a 9h 10m 42s y −52°, lo que sería a un par de grados de la estrella Kappa Velorum de magnitud 2.5 (que se encuentra a 9h 22m  06.85s −55° 00.6´), por lo que se le podría considerar la estrella polar del sur. La estrella Canopus, la segunda estrella más brillante del cielo, es una estrella circumpolar en la mayoría de las latitudes del sur.
Las constelaciones de zodiaco de la eclíptica de Marte son casi las mismas que aquellas que se ven desde la Tierra, después de todo, los planos eclípticos de ambos planetas poseen una inclinación mutua de solo 1.85°. Sin embargo, en Marte, el Sol pasa 6 días en la constelación de Cetus, saliendo y entrando a la constelación de Piscis en su marcha, haciendo un total de 14 constelaciones zodiacales. Los equinoccios y los solsticios también son diferentes. Para el hemisferio norte, el equinoccio de primavera se da en Ofiuco (a diferencia de la Tierra donde se da en Piscis), el solsticio de verano ocurre en el borde de Acuario y Piscis, el equinoccio de otoño se da en Tauro, y solsticio de invierno es en Virgo.
Así como en la Tierra, la precesión causará que los solsticios y equinoccios circulen a través de las constelaciones de zodiaco sobre miles y decenas de miles de años.

### Variaciones de largo plazo

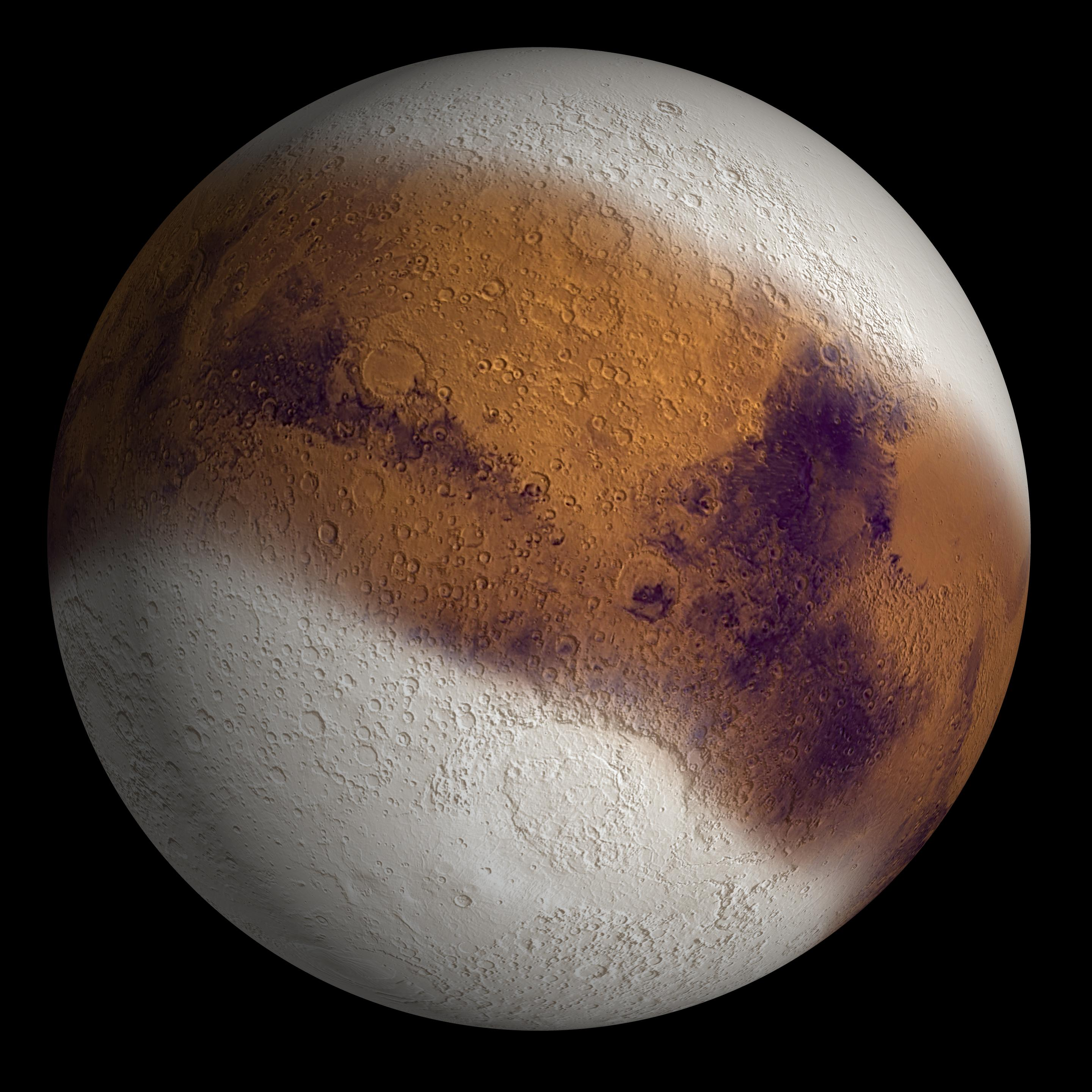
Ilustración de cómo habría lucido Marte durante una era glacial causada por una larga oblicuidad de la eclíptica hace 400.000 años.

Así como en la Tierra, el efecto de la precesión causa que los polos norte y sur se muevan en un círculo muy grande, pero en Marte, el ciclo dura 175.000 años en vez de los 26.000 que dura en la Tierra.
Asimismo, hay una segunda forma de precesión. El punto de la ápside en la órbita de Marte cambia lentamente, causando que el año anomalístico difiera del año sideral. No obstante,  este ciclo dura en Marte unos 83.600 años en vez de los 112.000 años que dura en la Tierra.
Tanto en la Tierra como en Marte, estas dos precesiones están en direcciones opuestas, lo que hace que el ciclo de precesión entre el año tropical y el año anomalístico dure 21.000 años en la Tierra y 56.600 años en Marte.
El periodo de rotación de Marte (la duración de su día) está yendo más despacio así como en la Tierra. Sin embargo, este efecto es tres órdenes de magnitud más pequeño que en la Tierra debido a que el efecto gravitacional de Fobos es insignificante, y el efecto predominante proviene del Sol. En la Tierra, la influencia gravitacional de la Luna tiene un efecto mayor. Eventualmente, en un futuro lejano, la duración de un día en la Tierra igualará y sobrepasará la duración de un día en Marte.
Así como en la Tierra, Marte experimenta variaciones orbitales que causan que su oblicuidad y excentricidad de la órbita varíen sobre periodos de tiempo largos, lo que genera efectos a largo plazo en su clima. La variación de la oblicuidad de Marte es mucho más grande que en la Tierra porque carece de la influencia estabilizadora de una luna grande como la de la Tierra. Marte tiene un ciclo de oblicuidad de 124.000 años comparado con el de la Tierra de 41.000 años.